# Dhurkot Bhanbhane
Dhurkot Bhanbhane (nep. धुर्कोट भन्भने) – gaun wikas samiti w zachodniej części Nepalu w strefie Lumbini w dystrykcie Gulmi. Według nepalskiego spisu powszechnego z 2001 roku liczył on 702 gospodarstw domowych i 3494 mieszkańców (1917 kobiet i 1577 mężczyzn).